# Козелец многоветвистый
Козелец многоветвистый (лат. Scorzonera ramosissima) — вид двудольных растений рода Козелец (Scorzonera) семейства Астровые (Asteraceae). Впервые описан швейцарско-французским ботаником Огюстеном Пирамом Декандолем в 1838 году.

## Распространение
Встречается в Азербайджане (Нахичеванская Автономная Республика), Иране и Ираке. Типовой экземпляр собран в местности Эльвинд (Иран).

## Ботаническое описание
Листья простые.
Соцветие — корзинка, несёт цветки жёлтого цвета с пятью и более лепестками.
Плод — семянка с придатками в виде хохолка.
Число хромосом — 2n=12.